# غاري ن. دراموند
غاري ن. دراموند (بالإنجليزية: Garry N. Drummond)‏ هو مخترع وشخصية أعمال أمريكي، ولد في 8 يونيو 1938 في سيبسي في الولايات المتحدة، وتوفي في 13 يوليو 2016 في برمنغهام في الولايات المتحدة.